# Maunaloa
Maunaloa est une census-designated place de l'État d'Hawaï dans le comté de Maui, aux États-Unis, située sur l'île de Molokai.

## Démographie
| 2000 | 2010 | - | - | - | - |
| ---- | ---- | - | - | - | - |
| 476  | 376  | - | - | - | - |